# André Ristum
André Ristum (Londres, 7 de Dezembro de 1971) é um diretor e roteirista brasileiro. Ristum é formado em direção de cinema pela Universidade de Nova York.

## Carreira
Começou a carreira trabalhando como assistente de produção em Milão, na Itália. Foi assistente de direção 
em produções internacionais, como Beleza Roubada de Bernardo Bertolucci e Daylight de Rob Cohen.
Em 2011, escreveu e dirigiu seu primeiro longa-metragem, Meu País. O filme foi protagonizado por Rodrigo Santoro e contou com 
Cauã Reymond e Débora Falabella no elenco. Além disso, o longa-metragem ganhou os prêmios de melhor montagem, melhor trilha sonora, 
melhor direção e de melhor ator no Festival de Brasília do Cinema Brasileiro.

## Trabalhos na TV
- Histórias de Verão - Rede Record 2014[2]  - Diretor
- Nascemos para Cantar - Rede Record (2010) - Diretor[3][4][5]

## Trabalhos no cinema
- Meu País (2011) - Diretor e roteirista[6][7]
- Nello's (2009) - Diretor[8]
- O Mundo em Duas Voltas (2007) - Coordenador de pós-produção
- 14 Bis (2006) - Diretor[9][10]
- De Glauber para Jirges (2005) - Diretor e roteirista[11][12]
- Crianças Invisíveis (2005) - Coordenador de pós-produção
- Nina (2004) - Coordenador de pós-produção
- Tempo de Resistência (2003) - Diretor[13][14]
- Em trânsito (2002) - Diretor[15]
- Homem voa? (2001) - Diretor e roteirista[16]
- Pobres por um dia (1998) - Diretor e roteirista[17]
- Daylight (1996) - Assistente de direção
- Beleza Roubada (1996) - Assistente de direção

## Prêmios e indicações
- Festival de Brasília do Cinema Brasileiro - (2011)
- Troféu Candango: Melhor diretor por Meu País